# Fronte di Sinistra (Russia)
Il Fronte di Sinistra (in russo Левый Фронт?, Levyj Front) è una coalizione politica rivoluzionaria anticapitalista che comprende numerosi movimenti di estrema sinistra in Russia e in altri paesi dell'ex Unione Sovietica.

## Obiettivi
L'obiettivo principale della coalizione è l'instaurazione del socialismo in Russia. Il Fronte di Sinistra unisce numerosi gruppi di orientamento democratico, socialista e internazionalista e coordina l'opposizione russa di sinistra. L'appartenenza al Fronte non obbliga i membri a lasciare il proprio gruppo o partito di provenienza.

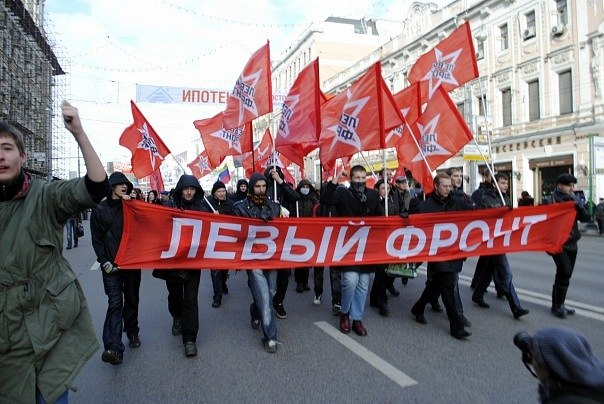
Il Fronte di Sinistra alla manifestazione del 7 novembre 2010

## Storia
L'idea di fondare il fronte di Sinistra nasce nella primavera del 2005 tra alcuni attivisti che hanno partecipato al primo Russian Social Forum. Tra di loro ci sono Ilja Budrajcis, Karin Klement, Boris Kagarlickij, Ilja Pomoraev, Viktor Šapinov, Gejdar Džemal' e Alexej Sachnin. L'estate successiva si tiene la prima conferenza del Fronte e in ottobre la fondazione della sede regionale di Mosca. Le proteste di massa dell'inverno 2005 contro la privatizzazione dei servizi sociali non portano comunque ad alcun risultato, causando una crisi all'interno dei movimenti anti-capitalisti e una diminuzione delle loro attività. Ciononostante, prima del secondo Russian Social Forum, svoltosi a San Pietroburgo nell'estate 2006, contemporaneamente al vertice del G8, il Fronte di Sinistra è diventato uno dei punti di riferimento dei movimenti di opposizione.
A partire dal 2007 le iniziative del Fronte si sono intensificate, a partire dall'alleanza con l'Avanguardia della Gioventù Rossa e con altri attivisti favorevoli alla cooperazione tra i movimenti della sinistra radicale. La fase preparatoria del primo congresso nazionale ha richiesto però quasi un anno, perché la priorità è stata data al radicamento territoriale e all'apertura di nuove sedi regionali che includessero gli attivisti del Fronte, di Avanguardia, di altri movimenti e anche cittadini di sinistra non militanti. In poco meno di un anno e mezzo (dall'estate 2008 all'autunno 2009) vengono organizzate più di 40 conferenze coordinate delle sedi regionali del Fronte.
Il 18 agosto 2008 si tiene il primo congresso nazionale del Fronte, durante il quale viene stabilita la linea di cooperazione con altri movimenti sociali e i sindacati di sinistra. Il secondo elemento discusso durante il congresso è la cosiddetta "propaganda delle azioni", il ricorso a azioni dimostrative in grado di esprimere le idee e le richieste degli attivisti nonostante la difficoltà di accesso ai media tradizionali.
Nel 2010 entra nel Fronte Russo Unito del Lavoro.

## Iniziative
Il Fronte di Sinistra ha guidato numerose iniziative legali e illegali; le iniziative più famose sono le manifestazioni note come "Giorni di collera", tenute a Mosca e nelle altre principali città russe. Nonostante siano vietate dalle autorità, il Fronte promuove anche azioni "anti-capitaliste" con l'obiettivo di mostrare la presenza politica di forze di orientamento anticapitalista.
Il Fronte di Sinistra organizza campi estivi della gioventù, incontri, conferenze, gruppi di studio sulla teoria e la pratica socialiste, attività culturali.